# هولي ماثيوز
هولي ماثيوز (بالإنجليزية: Holly Matthews) هي ممثلة بريطانية، ولدت في 13 أكتوبر 1984 في نيوكاسل أبون تاين في المملكة المتحدة.

## وصلات خارجية
- الموقع الرسمي
- هولي ماثيوز على موقع IMDb (الإنجليزية)
- هولي ماثيوز على موقع ميوزك برينز (الإنجليزية)